# 曾鞏

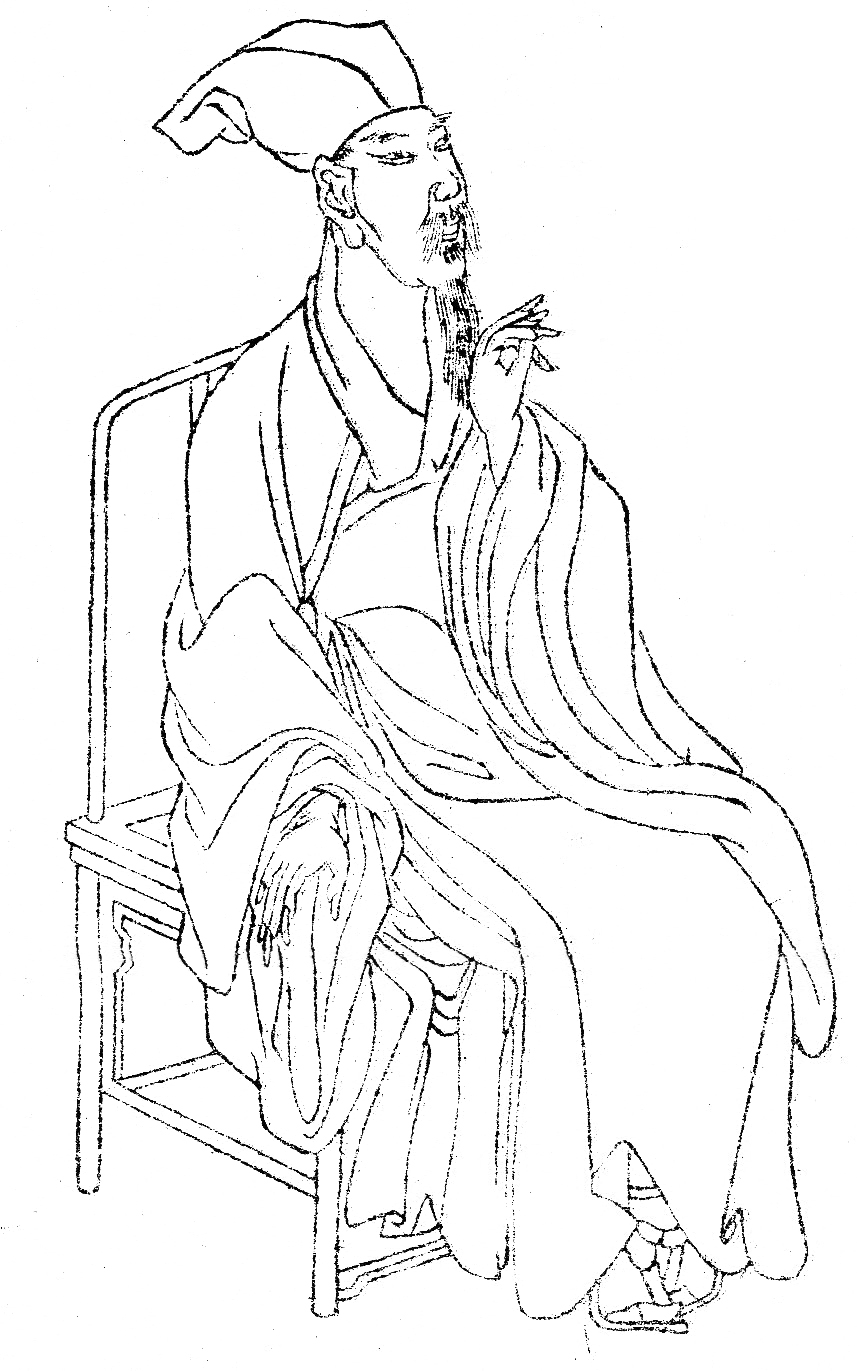
曾鞏・『晩笑堂竹荘畫傳』より

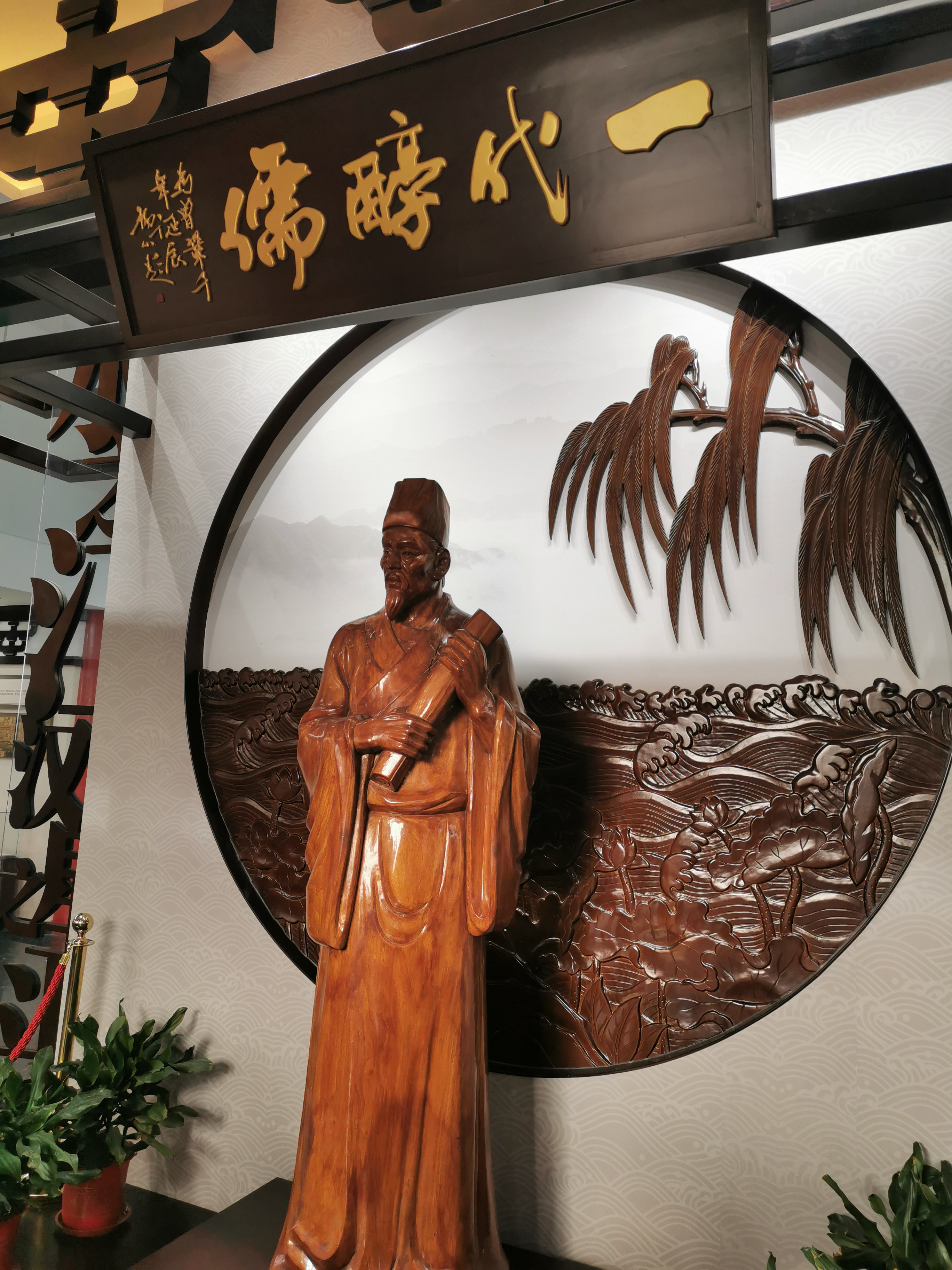
曾鞏塑像

曾 鞏（そう きょう、天禧3年8月25日（1019年9月30日）- 元豊6年4月11日（1083年4月30日））は、中国北宋の散文家。字は子固。諡は文定。建昌軍南豊県の出身。唐宋八大家の一人。父は曾易占。兄は曾曅。弟は曾牟・曾宰・曾布・曾肇。

## 略伝
12歳の時に『六論』を書いたという。嘉祐2年（1057年）、欧陽脩が主催する科挙の試験に、蘇軾・蘇轍の兄弟とともに合格し、以後の文風を一新させたことで有名。太平州司法参軍となり、中央に入って編校史館書籍（中央図書館）・館閣校勘・集賢校理・英宗実録検討官となる。地方に再度出て、越州・通州の通判、斉州・襄州・洪州・福州・明州・亳州などの知州を歴任し、よく民政に心を用い治績をあげた。斉州の知州をやめるときには、民衆がこれを惜しんで橋を壊し門を閉ざして去らせまいとしたので、夜に乗じてかろうじて去ることができたといわれる。ついで判三班院となったときに、国家の財政が近年になって膨張したことを憂いて上奏し、経費削減の必要を説いた。仁宗はこの意見を嘉納し、「五朝の治績は、曾鞏に判断させるのがよい」と言い、史館修撰に任命した。元豊5年（1082年）に中書舎人となり翌年4月に没する。
遠縁の姻戚関係にある王安石とは、慶暦元年（1041年）頃に直接知り合い、以後、終生親しい交友が続いた。ただ、弟の曾布は新法党の有力な一員であったが、曾鞏自身は新法に対して批判的だった。王安石に直接、懇切な手紙を送りその反省をうながしたこともある。地味な人柄も手伝って官界ではあまり出世できず、その散文も華麗さには欠けるが、堅実な議論の展開が特徴で、清の桐城派の古文家の姚鼐は「曾公は能くその短とするところを避けて犯さず」と評している。唐宋八大家の一人で、序跋や雑記の類で優れているものが多く、古代の典籍の整理校勘に従事した時代の作、『戦国策目録の序』が有名。詩文集に『元豊類藁』50巻・『続元豊類藁』40巻・『隆平集』30巻がある。
古典籍の校訂・保存にも尽力し、現存する『戦国策』33篇本のテクストは曾鞏が再校訂を施したものである。

## 特徴
唐宋八大家の中では最も地味な文章を書くとされている。特に書籍解題の文章には定評があり、道学の影響が強い。後世では清代の桐城派に高く評価された。清代では理論的で派手でない文章が好まれたためであると考えられる。代表作には「戦国策目録の序」「墨池の記」「欧陽舎人に寄する書」がある。